# Няуха
Няуха — река в России, правая составляющая Дзавы. Протекает по территории района имени Лазо в Хабаровском крае. Длина реки — 49 км.
Начинается в горах Сихотэ-Алиня на западном склоне горы Сокол. Течёт сначала на север и северо-восток, у подножия горы Белая Сопка поворачивает на юго-запад. Сливаясь с Делюго, образует Дзаву. Около устья достигает ширины 29 метров при глубине, равной полметра. Дно каменистое.
По водоразделу реки проходит граница Чукенского заказника.
Название реки китайского происхождения, является искажённым словом Няохэ — «Птичья река».

## Притоки
- Гаданга[2] (пр)
- Сатынгаа[2] (пр)
- Мом-Биосани[2] (лв)
- Кайга-Дакчи-Якпа[2] (пр)
- Перевальный[2] (пр)
- Ветвистый[4] (лв)

## Данные водного реестра
По данным государственного водного реестра России относится к Амурскому бассейновому округу, водохозяйственный участок реки — Хор, речной подбассейн реки — Уссури (российская часть бассейна). Речной бассейн реки — Амур.
Код объекта в государственном водном реестре — 20030700512118100063356.